# Lumix

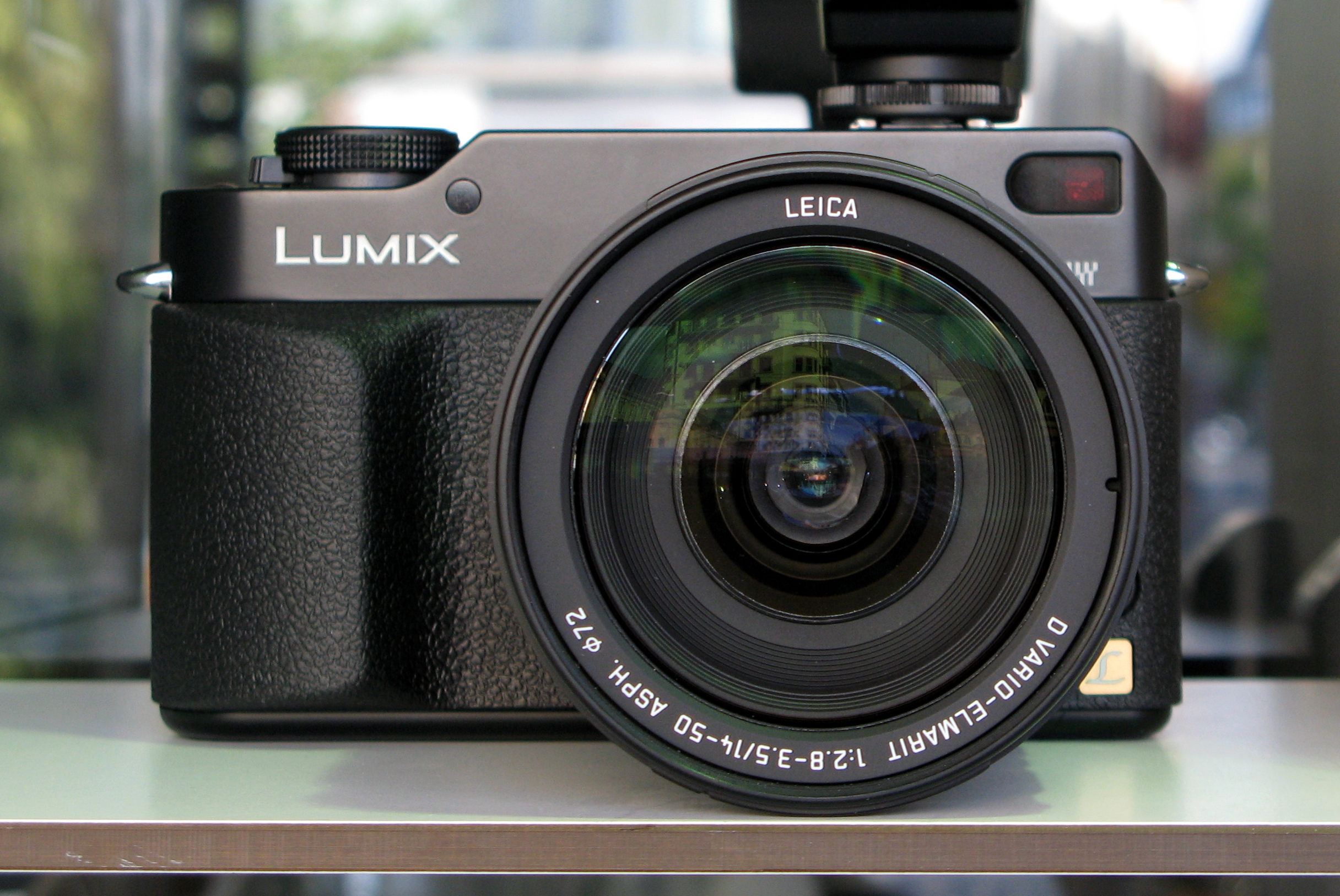
Lumix-systemkamera av äldre modell med Leica-objektiv

Lumix är ett kameramärke som ägs av Panasonic. 
I Lumix-serierna tillverkas både digitala kompaktkameror och systemkameror, numera är alla kameror av digital och inte analog modell. Dock tillverkas reservdelar till de äldre analoga kamerorna i liten skala.

## Systemkameratillverkning
De digitala systemkamerorna är liksom Olympus baserade på tekniken FourThirds och inte APS-C.